# Brownsche Bewegung und Riemannsche Zeta-Funktion
Die Brownsche Bewegung und die Riemannsche Zeta-Funktion sind zwei zentrale Studienobjekte der Mathematik, welche aus unterschiedlichen Bereichen stammen, der Wahrscheinlichkeitstheorie und der analytischen Zahlentheorie, und auf den ersten Blick nichts gemeinsam haben, doch es existieren tiefgreifende Verbindungen zwischen ihnen. Die Beziehung zwischen stochastischen Prozessen, die aus der brownschen Bewegung hervorgehen, und der Riemannschen Zeta-Funktion zeigen in gewisser Weise intuitiv das stochastische Verhalten, welches der Riemannschen Zetafunktion zugrunde liegt. Eine Darstellung der Riemannschen Zetafunktion in Form von stochastischen Prozesse wird als stochastische Darstellung bezeichnet.

## Brownsche Bewegung und die Riemannsche Zeta-Funktion
Sei {\displaystyle \zeta (s)} die Riemannsche Zeta-Funktion und {\displaystyle \Gamma } die Gamma-Funktion, dann ist die Riemannsche Xi-Funktion definiert als
{\displaystyle \xi (s):={\frac {1}{2}}s(s-1)\pi ^{-s/2}\Gamma ({\tfrac {1}{2}}s)\zeta (s)}
und sie erfüllt die Funktionalgleichung
{\displaystyle \xi (s)=\xi (1-s),\quad \forall s\in \mathbb {C} .}
Es stellt sich heraus, dass {\displaystyle 2\xi (s)} die Momente einer Wahrscheinlichkeitsverteilung {\displaystyle \mu } einer Zufallsvariable {\displaystyle X} beschreibt
{\displaystyle 2\xi (s)=\mathbb {E} [X^{s}]=\int _{0}^{\infty }x^{s}d\mu (x),\quad \forall s\in \mathbb {C} }

### Brownsche Brücke und die Riemannsche Zeta-Funktion
1987 bewiesen Marc Yor und Philippe Biane, dass die Zufallsvariable durch die Differenz zwischen dem Maximum und Minimum einer brownschen Brücke {\displaystyle (b_{s})_{0\leq s\leq 1}} beschrieben werden kann. Eine brownsche Brücke ist eine eindimensionalen brownsche Bewegung {\displaystyle (W_{t})_{0\leq t\leq 1}} mit Bedingung {\displaystyle W_{0}=W_{1}=0}. Konkret bewiesen sie, dass
{\displaystyle X={\sqrt {\frac {2}{\pi }}}\left(\max \limits _{0\leq s\leq 1}b_{s}-\min \limits _{0\leq s\leq 1}b_{s}\right)}
eine Lösung für die Gleichung
{\displaystyle 2\xi (s)=\mathbb {E} [X^{s}]}
ist. Dies ist aber nicht der einzige Prozess, der dieser Verteilung folgt.

### Bessel-Prozess und die Riemannsche Zeta-Funktion
Ein Bessel-Prozess {\displaystyle \operatorname {Bes} (d)} der Ordnung {\displaystyle d} ist die euklidische Norm einer {\displaystyle d}-dimensionalen brownschen Bewegung. Der {\displaystyle \operatorname {Bes} (3)}-Prozess ist definiert als
{\displaystyle R_{t}:={\sqrt {\left(W_{t}^{(1)}\right)^{2}+\left(W_{t}^{(2)}\right)^{2}+\left(W_{t}^{(3)}\right)^{2}}}.}
Definiere die Eintrittszeit {\displaystyle T_{1}:=\inf\{t\geq 0\colon R_{t}=1\}} und sei {\displaystyle {\tilde {T_{1}}}} eine weitere Eintrittzeit eines unabhängigen {\displaystyle \operatorname {Bes} (3)}-Prozess, definiere die Zufallsvariable
{\displaystyle N={\frac {\pi }{2}}\left(T_{1}+{\tilde {T_{1}}}\right),}
dann gilt
{\displaystyle 2\xi (2s)=\mathbb {E} [N^{s}].}

### Die Verteilung
Sei {\displaystyle \varphi } die Radon-Nikodým-Dichte der Verteilung {\displaystyle \mu }, dann erfüllt die Dichte die Gleichung
{\displaystyle \varphi (t):=2t\Theta ''(t)+3\Theta '(t)}
für die Theta-Funktion
{\displaystyle \Theta (t)=\sum \limits _{n=-\infty }^{\infty }e^{-\pi n^{2}t}.}
Eine alternative Parametrisierung {\displaystyle G(y):=\Theta (y^{2})} liefert
{\displaystyle h(y)=2yG'(y)+y^{2}G''(y).}
mit expliziter Form
{\displaystyle h(y)=4y^{2}\sum \limits _{n=1}^{\infty }\pi (2\pi n^{4}y^{2}-3n^{2})e^{-\pi n^{2}y^{2}}}
wobei {\displaystyle h(y)=2y\varphi (y^{2})} und
{\displaystyle 2\xi (s)=\int _{0}^{\infty }y^{s-1}h(y)dy.}